# Oxytelus pensylvanicus
Oxytelus pensylvanicus är en skalbaggsart som beskrevs av Wilhelm Ferdinand Erichson 1840. Oxytelus pensylvanicus ingår i släktet Oxytelus och familjen kortvingar. Inga underarter finns listade i Catalogue of Life.